# Георгиев, Павел Георгиевич
Па́вел Гео́ргиевич Гео́ргиев (род. 24 января 1965) — российский биолог, действительный член Российской академии наук, доктор биологических наук. Специалист в области молекулярной биологии и молекулярной генетики эукариот. В 2006—2013 годах — самый молодой академик РАН.
Лауреат Государственной премии РФ, автор более 120 научных работ. Сын академика РАН Георгия Павловича Георгиева, брат академика РАН Софии Георгиевой.

## Биография
- 1986 год окончил биологический факультет МГУ им. М. В. Ломоносова.
- 1991 год защитил кандидатскую диссертацию по специальности «молекулярная биология».
- 1996 год докторскую диссертацию по специальности «молекулярная генетика».
- 1997 год возглавил лабораторию регуляции генетических процессов Института биологии гена РАН.
- 1999 год присвоено звание профессора по специальности «молекулярная генетика».
- 2000 год член-корреспондент РАН по Отделению физико-химической биологии РАН по специальности «физико-химическая биология»,
- 2002 год лауреат Государственной премии Российской Федерации за цикл работ «Организация генома и регуляция активности генов у эукариот».[1] (Совместно с чл-корр Гвоздевым В. А., Жимулевым И. Ф.)
- 2006 год академик Российской академии наук (по специальности «молекулярная биология, молекулярная генетика»).
- 2006 год избран заместителем директора Института биологии гена РАН по научным вопросам.
- 2011 год директор ИБГ РАН.